# Дзамашвили, Арчил Васильевич
Арчил Васильевич Дзамашвили — советский хозяйственный, государственный и политический деятель, Герой Социалистического Труда.

## Биография
Родился в 1926 году в Тбилиси. Член КПСС с 1952 года.
С 1944 года — на хозяйственной, общественной и политической работе. В 1944—1986 гг. — участник строительства Руставского металлургического завода, доменщик Ленинградского коксогазового завода, горновой, мастер доменного цеха Закавказского металлургического завода имени И. В. Сталина.
Указом Президиума Верховного Совета СССР от 28 мая 1960 года за выдающиеся производственные успехи и проявленную инициативу в организации соревнования за звание бригад и ударников коммунистического труда присвоено звание Героя Социалистического Труда с вручением ордена Ленина и золотой медали «Серп и Молот».
Избирался депутатом Верховного Совета Грузинской ССР 5-го созыва. Делегат XXI съезда КПСС.
Жил в Грузинской ССР.